# 문현고등학교 (울산)
문현고등학교(門峴高等學校)는 대한민국 울산광역시 동구 방어동에 위치한 공립 고등학교이다.

## 학교 연혁
- 2005년 12월 30일 : 울산시립학교 설치 조례 공포
- 2006년 1월 11일 : 10학급 인가
- 2006년 3월 1일 : 문현고등학교 개교
- 2010년 9월 1일 : 자율형 공립고등학교 지정
- 2015년 10월 12일 : 자율형 공립고등학교 재지정
- 2020년 9월 1일 : 최우용 교장 부임
- 2020년 10월 26일 : 교육과정특성화 자율학교 지정(2021.03.01.~2026.02.28.) 5년
- 2021년 11월 2일 : 고교학점제 선도학교 선정
- 2024년 12월 17일 : 제17회 졸업식(졸업 180명, 누계 3,984명)
- 2025년 3월 10일 : 제20회 입학식(신입생 193명)

## 참고 자료
- 문현고등학교 - 한국교육학술정보원 학교알리미